# Бетвилер (Доња Рајна)
Бетвилер (фр. Bettwiller) насеље је и општина у источној Француској у региону Алзас, у департману Доња Рајна која припада префектури Саверн.
По подацима из 2011. године у општини је живело 328 становника, а густина насељености је износила 80,79 становника/km². Општина се простире на површини од 4,06 km². Налази се на средњој надморској висини од 275 метара (максималној 351 m, а минималној 248 m).

## Демографија
| 1962. | 1968. | 1975. | 1982. | 1990. | 1999. | 2011. |
| ----- | ----- | ----- | ----- | ----- | ----- | ----- |
| 265   | 283   | 302   | 332   | 347   | 332   | 328   |

График промене броја становника у току последњих година